# Мивоту
Мивоту — второй князь (бек) телеутского государства Гаоцзюй с 496 года по 516 год.

## Биография
Был избран эфталитским ханом Тораманой после разгрома телеутов в 496 году как наиболее лояльный родственник своего предшественника Афучжило. При Мивоту Гаоцзюй платил дань эфталитам. Мивоту занимал враждебную позицию по отношению к жужанам, поэтому в 500 году расторг с ними союз. В 507 году из-за дипломатического инцидента началась война между телеутами и жужанами. В сражении при озере Пулэй (совр. Баркуль в Синьцзян-Уйгурском автономном районе, Китай) телеуты под личным руководством Мивоту разбили жужанское войско и заставили Юйцзюлюя Футу бежать на юг, в Бэйшань. Там началась новая битва, в которой телеуты вместе с китайским отрядом Мын Вэя разгромили жужан. Мивоту убил Футу и отправил скальп хана китайскому императору. За это телеутам были отправлены щедрые дары — полный набор музыкальных инструментов, 80 музыкантов, 10 кусков пунцовых и 60 кусков разноцветных шелковых тканей. В 516 году сын Футу, Юйцзюлюй Чоуну вторгся в Гаоцзюй и разбил армию Мивоту. Сам правитель был взят в плен и замучен до смерти. Череп телеутского князя покрыли лаком и сделали из него чашу.